# Улица Алексеевского
У́лица Алексе́евского — короткая, менее 300 метров, улица Воронежа, начинается от Советской площади и идёт далее параллельно улицам Орджоникидзе и Театральной к улице Кардашова.

## История
Улица возникла в конце XVIII века. Её западная часть соединяла Мясную (ныне Советскую) площадь со Старо-Московской улицей (ныне ул. Карла Маркса), а восточная — с Поднабережной улицей (ныне Улица 20 лет ВЛКСМ). Улица сначала называлась Покровской, а затем — Глухим Покровским переулком.
В советское время была переименована в честь председателя губчека Н. Е. Алексеевского (погиб от рук повстанцев во время крестьянских волнений, похоронен в Воронеже).
Во время восстановления Воронежа после немецкой оккупации выход на ул. Карла Маркса был перекрыт построенным на этом месте многоэтажным зданием.
В 1970-е годы при строительстве нового здания для Драматического театра восточная часть улицы была почти утрачена.

## Здания

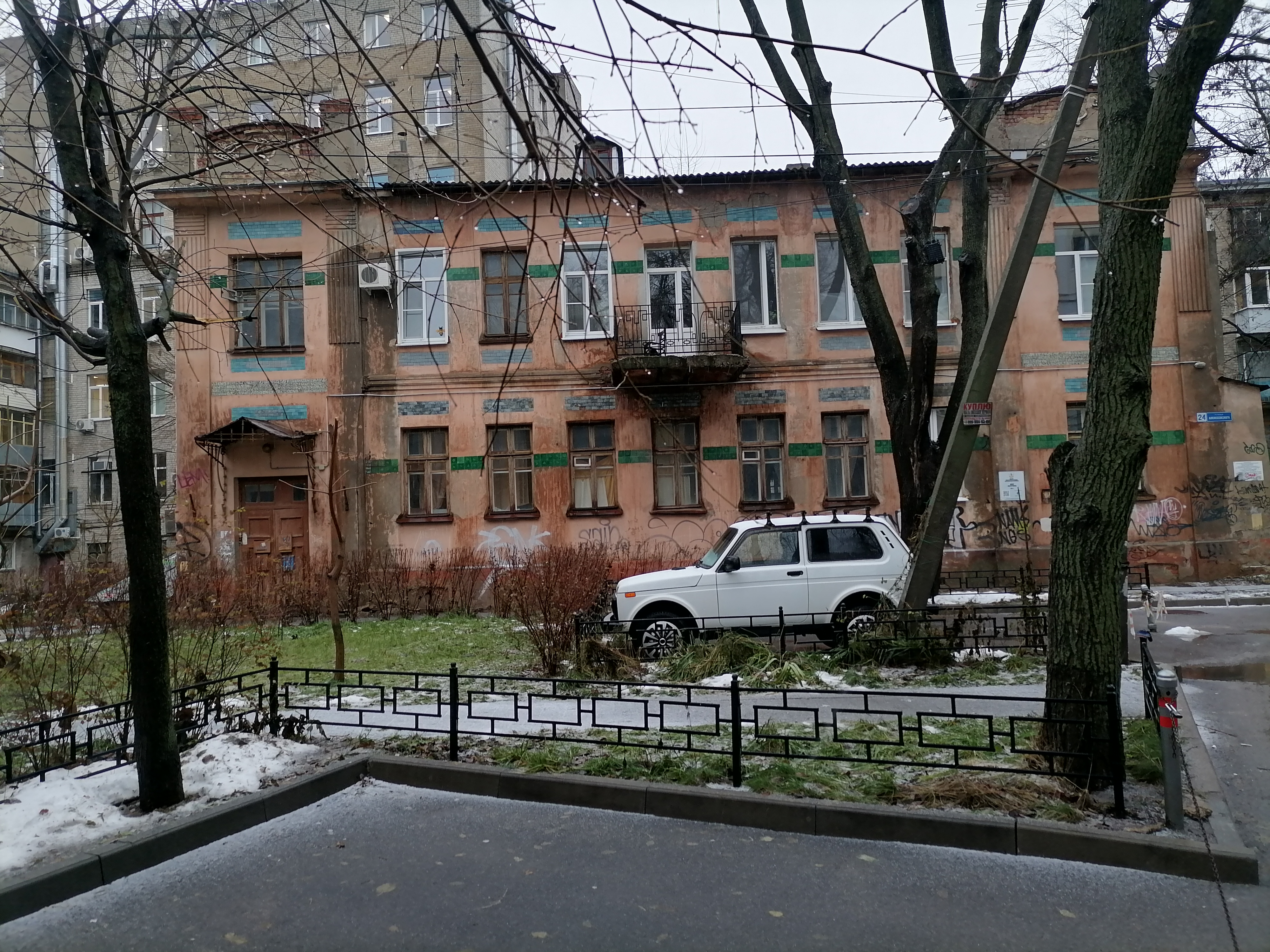
д. 24. Дом Лагутина

№ 12 — Здание построено в 1913 году по проекту известного воронежского архитектора М. Н. Замятнина. На первом этаже жили Замятнины, а остальные этажи они сдавали внаём. После революции 1917 года здание использовалось губкомом партии и комсомола. С балкона часто выступали политические деятели того времени. Во время Великой Отечественной войны дом был сильно разрушен; восстановлен в 1952 году по проекту архитектора Л. В. Мордуховича. В начале XXI века здание было отреставрировано.
№ 14 — здание построено в начале XX века
№ 15 — в здании находится гостиница «Строитель».
№ 16 — в здании находится детский сад
№ 18 — в этом доме с 1961 по 1969 год жил и работал детский писатель и журналист Виталий Маркович Злотников, автор сказки и впоследствии сценария мультфильма «Котёнок с улицы Лизюкова» (1988, реж. Вячеслав Котёночкин). На доме установлена мемориальная доска В. М. Злотникову.
№ 19 — в здании находится филиал гимназии им. Басова, в котором учатся 1-3 классы и часть четвёртых.
№ 24 — здание построено в стиле модерн в 1911 году для купца Т. Н. Латугина. После начала 1920-х годов дом использовался под квартиры организацией «Жилтрансстрой».

## Известные жители

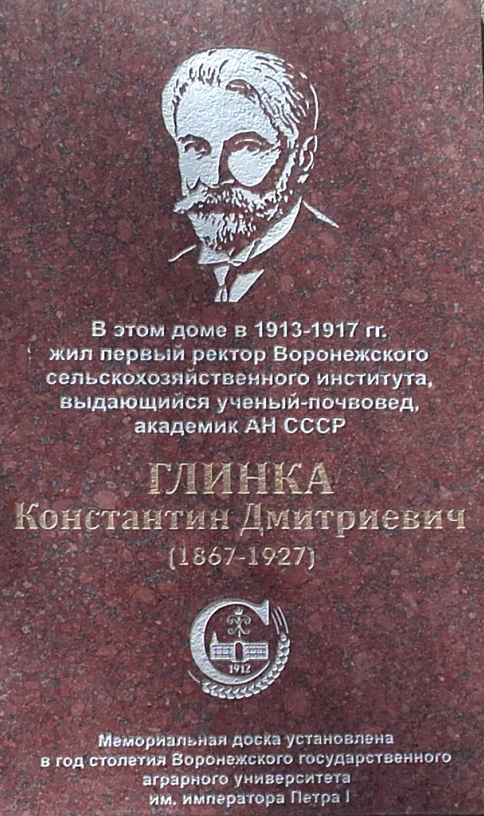
Мемориальная доска на д. 12

№ 12 — К. Д. Глинка (мемориальная доска)
Автор "Котёнка с улицы Лизюкова" Золотухин.